# Проспект Більшовиків (станція метро)
59°55′11″ пн. ш. 30°28′00″ сх. д. / 59.91972° пн. ш. 30.46667° сх. д.
Проспект Більшовиків (рос. Проспект Большевиков) — станція Правобережної лінії Петербурзького метрополітену, розташована між станціями «Ладозька» і «Вулиця Дибенка». 
Станція відкрита 30 грудня 1985 у складі ділянки «Площа Олександра Невського-2» - «Проспект Більшовиків». 

## Технічна характеристика
Конструкція станції — односклепінна глибокого закладення (глибина закладення — 68 м)
Склепіння станції розбито на три сектори: були зроблені симетричні виступи з обох сторін, що зорово дало збільшення простору. Середнє склепіння височить над бічними і підсвічене потужними світильниками, розташованими в сполученнях парасольок, створюючи відчуття легкості. Даний ефект створено за рахунок установки над коліямми типових парасольок меншого радіуса, створених для похилих ходів, і монтажу закарнізного освітлення. Вихід у місто починається з південного торця станції і здійснюється по чотиристрічковому похилому ходу, до якого ведуть широкі сходи.

## Вестибюль
Наземний вестибюль круглий, з портиком, зверненим у бік вулиці Коллонтай. Це типово парковий павільйон, який характеризується наявністю заскленої лоджії для проходу на першому поверсі і кільцевої галереї — на другому. Вінчає будівлю світловий ліхтар, піднятий над перекриттям, виконаним у вигляді складчастого залізобетонного купола. Оздобленням зовнішніх стін сааремським доломітом світлого відтінку добре поєднується з вітражними площинами, оздобленими анодованим алюмінієм. Касовий зал оздоблено мармуром світло-коричневого відтінку і перекритий ребристою конструкцією, що створює ефект купола, що парить у повітрі. За його нижнім кільцем встановлені світильники.
Вихід у місто на проспекти Більшовиків і Пятирічок, Російський проспект, вулицю Коллонтай, до Льодового палацу. 

## Колійний розвиток
Оскільки станція була кінцевою Правобережної лінії у 1985-1987 рр.. (Так як «Вулицю Дибенка» не встигали побудувати разом з рештою пускової ділянки Правобережної лінії ), за нею знаходився з'їзд для обороту потягів, розібраний на середину 2010-х. 

## Оздоблення
Станція оздоблена світло-сірим мармуром. На колійних стінах червона гранітна смуга, підлога викладена сірими і червоними гранітними плитами. У торці підвішений значних розмірів символ пролетаріату — «Серп і молот».
У 2005-2006 рр.. освітлення було замінено на натрієве. 

## Ресурси Інтернету
- «Проспект Більшовиків» на metro.vpeterburge.ru(рос.)
- «Проспект Більшовиків» на сайті «Прогулянки по метро»(рос.)
- «Проспект Більшовиків» на ometro.net(рос.)
- «Проспект Більшовиків» на форумі SubwayTalks.ru(рос.)
- Санкт-Петербург. Петроград. Ленінград: Енциклопедичний довідник. «Проспект Більшовиків»(рос.)